# Temelucha bimacula
Temelucha bimacula är en stekelart som beskrevs av Dasch 1979. Temelucha bimacula ingår i släktet Temelucha och familjen brokparasitsteklar. Inga underarter finns listade i Catalogue of Life.